# Монилиформоз
Монилиформоз (лат. moniliformosis) — гельминтоз из группы акантоцефалёзов, вызываемый чётковидным скребнем (Moniliformis moniliformis subsp. moniliformis и subsp. siciliensis). Заболевание характеризуется диспептическими явлениями.

## Возбудители
- M. moniliformis siciliensis: самец 40—45 мм, самка 70—80 мм длиной; ширина 1—1,5 мм. На хоботке имеют 14 продольных рядов крючьев. Яйца размером 0,085 × 0,045 мм. В стадии личинки гельминты паразитируют у насекомых, взрослые особи паразитируют в кишечнике грызунов (реже других млекопитающих)[1].
- M. moniliformis moniliformis: самец 40—86 мм, самка 70—270 мм длиной; ширина 2 мм. На хоботке имеют 12—14 продольных рядов крючьев. Яйца размером 0,109—0,137 × 0,057—0,063 мм. В стадии половой зрелости паразитирует в кишечнике грызунов, лисиц, собак, хорька, некоторых птиц. Личинки развиваются в таракане Periplaneta americana и в жуке-чернотелке.

## Эпидемиология
Инвазия человека описана в Сицилии, Судане, бывшем СССР, на Мадагаскаре, Иране и т. д.

## Симптоматика
Человек заражается редко при случайном проглатывании с пищей заражённых тараканов и жуков. Паразитирование в кишечнике человека проявляется поносом, сильной болью в животе, лихорадкой, диспепсическими расстройствами, эозинофилией в крови и анемией. Заболевание диагностируется по обнаружению яиц скребней в кале.

## Лечение
Лечение состоит в изгнании гельминтов из кишечника больного, после чего наступает клиническое выздоровление. Для лечения применяются противогельминтные препараты. 
В 2000-е годы показано, что для лечения монилиформоза эффективны пирантел и ивермектин; также могут использоваться мебендазол и тиабендазол. 